# نوک‌شاخ نوک‌سرخ تانزانیایی
نوک‌شاخ نوک‌سرخ تانزانیایی (نام علمی: Tockus ruahae) نام یک گونه از تیره نوک‌شاخ است.